# Dilwara-Tempel

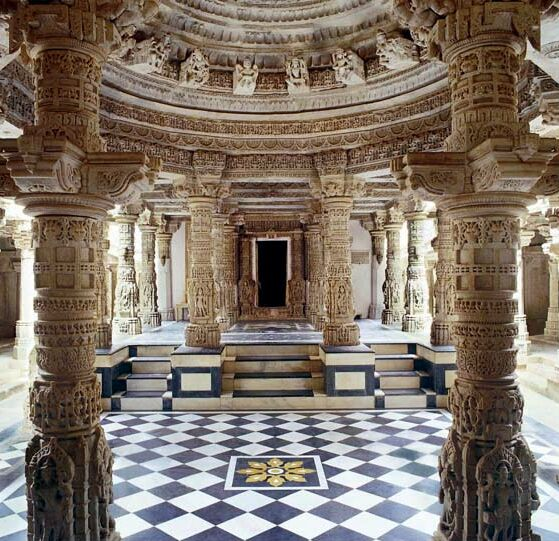
Vorhalle (mandapa) und erhöht liegende Cella (garbhagriha) des Luna-Vasahi-Tempels

Die Dilwara-Tempel bei Mount Abu im indischen Bundesstaat Rajasthan gehören zu den Höhepunkten jainistischer Kunst; sie sind eine bedeutende Pilgerstätte für Jainas aus ganz Indien.

## Lage etc.
Der aus fünf Tempeln bestehende Komplex befindet sich beim etwa 1250 m hoch gelegenen Dorf Dilwara etwa 2,5 km nördlich der im Aravalligebirge gelegenen Stadt Mount Abu. Die Straße führt weiter zum etwa 10 km nordöstlich gelegenen Ort Achalgarh. Die Tempel sind in der Regel nur nachmittags für Besucher geöffnet; es besteht ein striktes Fotografier-Verbot.

## Geschichte
Der Bau der Tempel geht zurück auf Stiftungen von Ministern am Hof der Solanki-Dynastie und wohlhabenden Kaufleuten in der Zeit des 11. bis 16. Jahrhunderts. Nach wiederholten Zerstörungen durch islamische Heere wurden sie von späteren Generationen immer wieder aufgebaut und mit neuen Statuen und überaus reichem Bildschmuck versehen.

## Bauten
Vimal-Vasahi-Tempel

Grundriss des Luna-Vasahi-Tempels:
1 Cella (garbhagriha), 2–4 Vorhallen (mandapas), 5–6 Umgebungsmauer mit Säulenumgang und kleinen Schreinen

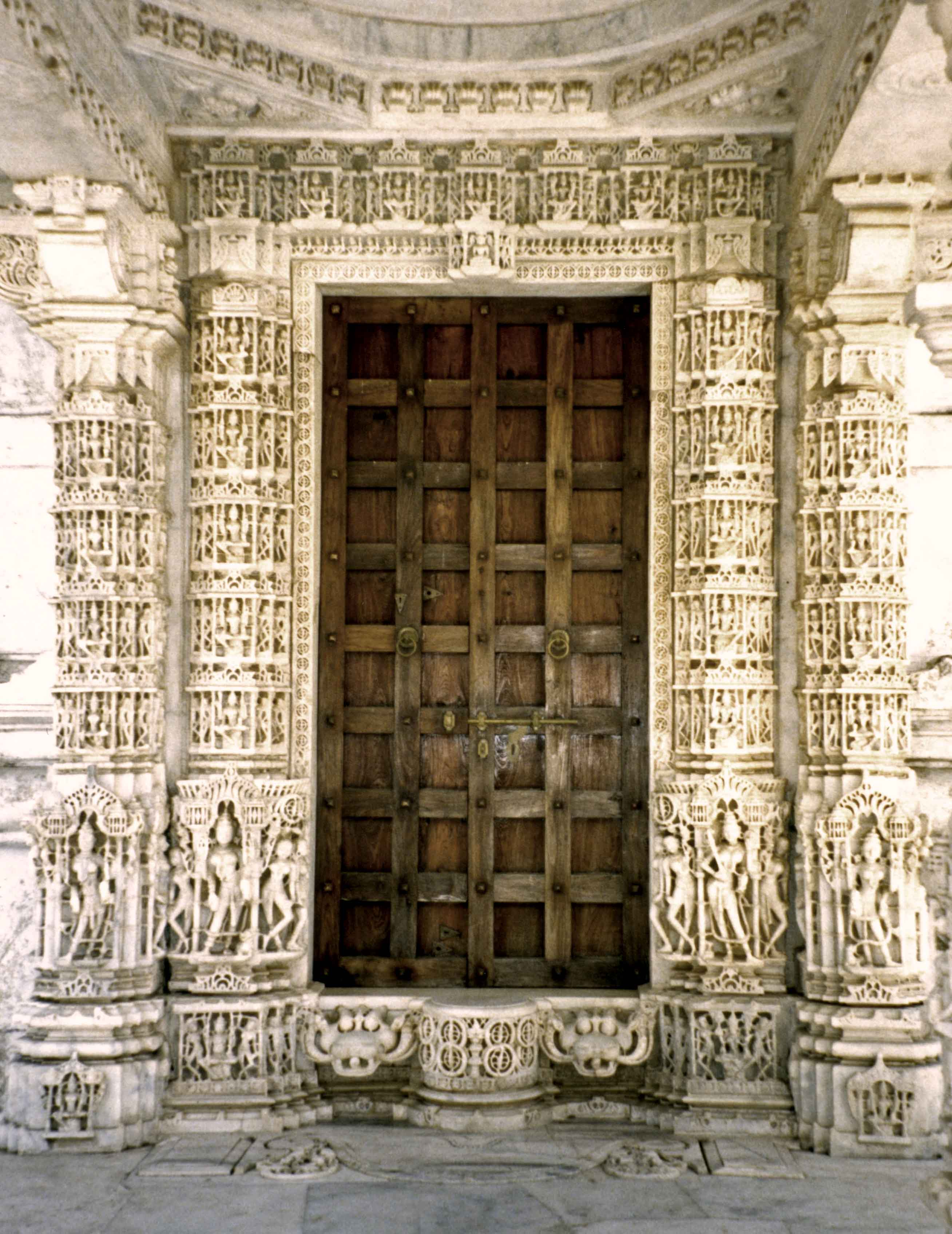
Portal zur Cella

Grundriss des Parshvanatha-Tempels:
1 Cella (garbhagriha), 2 Vorhalle (mandapa), 3 Säulenumgang

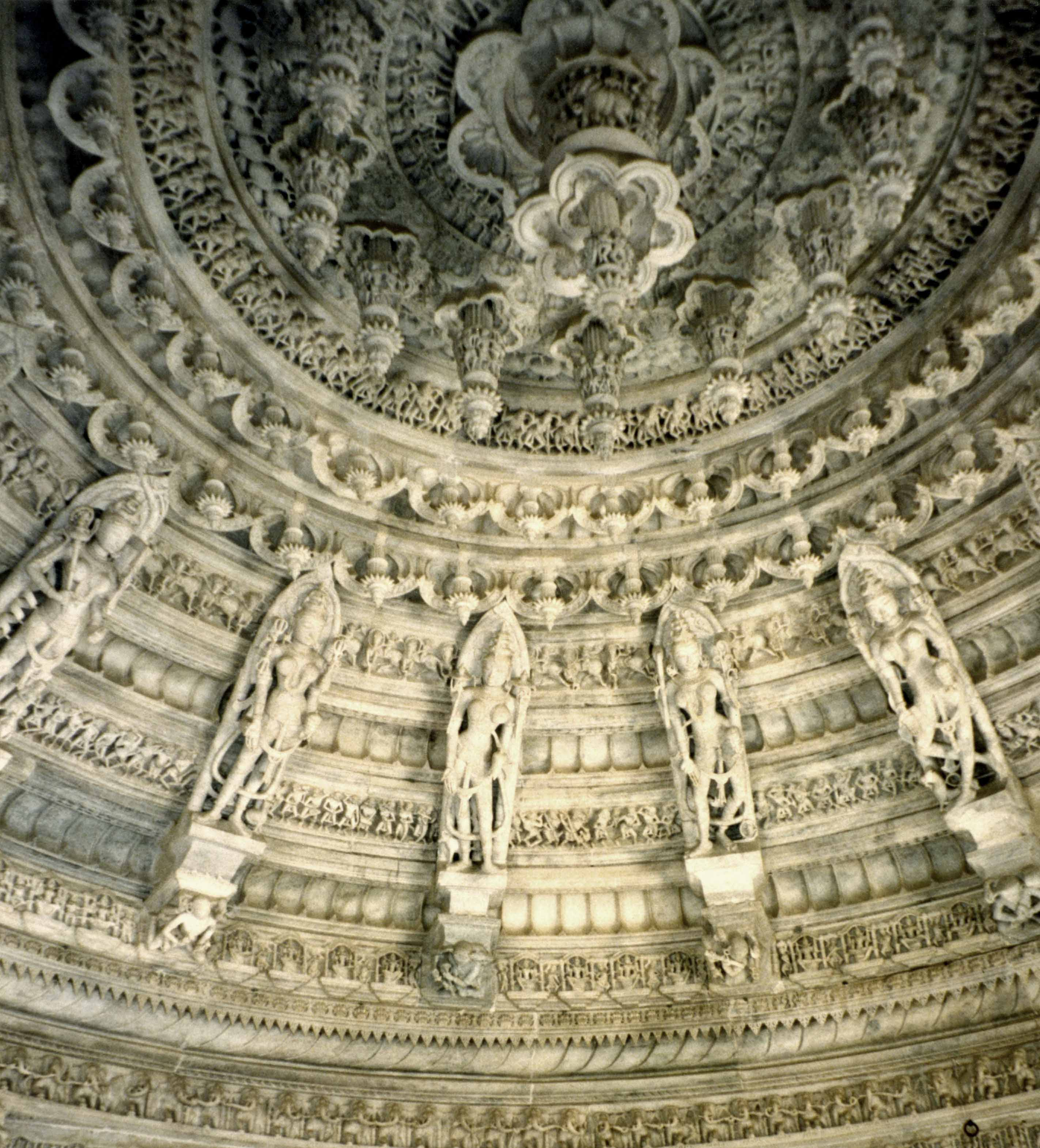
Kragkuppel über der Vorhalle (mandapa)

Der Vimal-Vasahi-Tempel ist dem ersten Tirthankara Adinath oder Rishaba geweiht. Der eigentliche Tempel mit seiner im Westen befindlichen Cella (garbhagriha) und den beiden kleinen Vorhallen wurde im Jahr 1031 gestiftet und ist umgeben von einem später hinzugefügten rechteckigen Mauergeviert, an deren Innenwänden sich ein doppelter Säulenumgang mit einer Vielzahl von Schreinen befindet, in denen Tirthankara-Figuren in Meditationshaltung aber mit weitgeöffneten Augen sitzen. Überwältigend ist der figürliche und ornamentale Dekorreichtum der aus dem 12. oder 13. Jahrhundert stammenden großen Vorhalle (mandapa) mit ihren schwebenden Torana-Bögen: ‚Schöne Mädchen‘ (surasundaris), Liebespaare (mithunas) finden sich ebenso wie kleine Götterfiguren aus dem hinduistischen Pantheon. Die mit zahlreichen hängenden Schlusssteinen ausgestattete Kragkuppel mit ihrem Durchmesser von ca. 8 m gehört zu den größten Leistungen indischer Steinmetze des Mittelalters; himmlische Apsaras in wechselnden Posen bilden den figürlichen Schmuck. Eine rituelle Umschreitung (pradakshina) der Cella (garbhagriha) war nur in der Freifläche des Hofes möglich.
Luna-Vasahi-Tempel
Der dem 22. Tirthankara Neminatha geweihte Luna-Vasahi-Tempel wurde um das Jahr 1230 von zwei reich gewordenen Kaufmannsbrüdern gestiftet, die möglicherweise auch den Vimal-Vasahi-Tempel erweiterten. Er ist geringfügig kleiner dimensioniert, aber ansonsten ähnlich aufgebaut wie sein künstlerisches Vorbild – nur dass sich die Cella im Osten befindet. Auch hier gehören die Säulen und die Kragkuppel der großen Vorhalle zu den handwerklich und künstlerisch hervorstechendsten Bauteilen.
Pittalhar-Tempel
Der im Jahr 1439 begonnene und etwa 30 Jahre später mit einem aus Messing und anderen Metallen gefertigten Bildnis Rishabas bzw. Adinaths ausgestattete Tempel ist in großen Teilen unvollendet geblieben.
Parshvanatha-Tempel
Der Grundriss des aus den Jahren 1458/9 stammenden Parshvanatha-Tempels (manchmal auch Khartar-Vasahi-Tempel genannt) ist insgesamt annähernd kreuzförmig und in Teilen dreigeschossig. Die veränderte bauliche Konzeption machte nunmehr die Umschreitung des Sanktums innerhalb des Tempels möglich.
Mahavir Swami Tempel
Der dem letzten der 24 Tirthankaras geweihte Mahavira-Tempel ist der kleinste und schmuckloseste der Gruppe und stammt aus dem Jahr 1582.